# Международен славянски канал
Международен славянски канал е недържавен телевизионен канал в Украйна, който е управляван от Валерия Владимировна Иваненко.

## История
Каналът е основан на 14 декември 1994 г. в Киев. Редовното му функциониране започва на 12 септември 2008 г.